# Herman Van Rompuy
Herman Achille Van Rompuy (n. 31 octombrie 1947, Etterbeek, Comunitatea Francofonă din Belgia⁠(d), Belgia) este primul președinte permanent al Consiliului European (până la Tratatul de la Lisabona, funcția era ocupată rotativ de șefii de stat sau de guvern ai statelor membre pentru o perioadă de 6 luni fiecare, din momentul intrării în vigoare a tratatului, membrii consiliului aleg un președinte care conduce ședințele consiliului și care are un mandat de doi ani și jumătate care poate fi reînnoit o singură dată). Un politician belgian creștin democrat și apaținând partidului flamand, Van Rompuy a fost cel de-al 49-lea prim ministru al Belgiei din 30 decembrie 2008 până în 25 noiembrie 2009, când precedesorul său (Yves Leterme) l-a succedat. Deține Marele Cordon al Ordinului lui Leopold.
În 19 noiembrie 2008, Van Rompuy a fost ales de membrii Consiliului European drept primul președinte permanent al Consiliului European sub Tratatul de la Lisabona. A fost numit să prezideze instituția pentru perioada dintre 1 decembrie 2009 și 31 mai 2012, deși a preluat funcția oficial la 1 ianuarie 2010. La 1 martie 2012, Herman Van Rompuy a fost reales în aceiași funcție de către cei 27 de șefi de stat sau de guvern a celor 27 de state membre ale UE. Cel de-al doilea mandat de președinte a început la 1 iunie 2012 și a durat până la 30 noiembrie 2014.

## Copilăria, cariera și familia

### Copilăria
Van Rompuy s-a născut la 31 octombrie 1947 în Etterbeek, Bruxelles în familia doctorului (mai târziu profesor) Vic Van Rompuy și a lui Germaine Geens. A urmat studiile colegiului Sf. Jan Berchman din Bruxelles (până în 1965), unde Grecia Antică și latina erau principalele materii de studiu. În timpul adoleșcenței era un fan înfocat al genului rock and roll, în special al cântărețului american Elvis Presley. Mai târziu a studiat la Universitatea Catolică din Leuven de unde a primit diploma de licentă în filozofie (1968) și o diplomă de master în economie aplicată (1971). A luat la Banca Centrală a Belgiei între 1972 și 1975.
Din 1980 și până în 1987 a fost lector la Universitatea de Comerț din Anvers (acum Colegiul Universitar Lessius). Din 1982 a fost de asemenea lector la Școala Flamandă de Economie din Bruxelles.

### Familia
Van Rompuy este căsătorit cu Geertrui Windels cu care are patru copii: Peter (născut în 1980), Laura (născută în 1981), Elke (născut în 1983) și Thomas (născut în 1986). Fiul său cel mai mare, Peter, activează în Partidul Creștin-Democrat și Flamand (CD&V) și a fost candidat la alegerile regionale belgiene din 2009.
Fratele lui mai tânăr, Eric Van Rompuy, este de asemenea politician în CD&V și a fost ministru al guvernului flamand din 1995 până în 1999. Sora lui, Tine Van Rompuy este membră  a Partidului Muncitorilor din Belgia. Cealaltă soră a lui, Anita Van Rompuy nu este implicată politic. Tatăl său, Vic Van Rompuy a fost un profesor de economie.

## Cariera politică

### Începutul carierei
Van Rompuy a fost președintele Consiliului Național al Tineretului Partidului Popular Creștin (CVP) (1973-1977). Din 1975 până în 1980 a lucrat la cabinetul ministerial al lui Leo Tindemans și Gaston Geens. În 1978 a fost ales drept membru în Biroul Național al CVP (1978-prezent). A fost ales pentru prima dată în Senatul Belgiei în 1988 unde a lucrat până în 1995. În 1988 a lucrat o scurtă perioadă la Secretariatul de Stat pentru Finanțe și pentru Firmele Mici și Mijlocii, înainte de a deveni președintele național al CVP (1988-1993).

### Ministru al Bugetului
Van Rompuy a fost vice prim-ministru și ministru al bugetului între septembrie 1993 și iulie 1999 în două guverne conduse de Jean-Luc Dehaene. Ca ministru al bugetului, împreună cu ministrul finanțelor Philippe Maystadt, a ajutat la scăderea datoriei publice a Belgiei de la un maxim de 135% din PIB în 1993. Datoria publică a Belgiei a scăzut sub 100% din PIB în 2003.

### Membru al Camerei Reprezentanților din Belgia
A fost ales în Camera Reprezentanților a Belgiei în cadrul alegerilor generale din 1995, dar din cauza faptului că a rămas ministru, nu a putut intra în funcție atata vreme cât a deținut mandatul de ministru. După înfrângerea partidului său în alegerile generale belgiene din 1999, a devenit membru al Camerei Reprezentanților. A fost reales în 2003 și 2007. În 2004 a fost desemnat ministru de stat.

#### Poziția față de aderarea Turciei la Uniunea Europeană
Înainte de a deveni președinte al CE, Van Rompuy și-a exprimat reticența față de posibila aderare a Turciei la Uniunea Europeană. În 2004, a afirmat că „O extindere [a UE] către Turcia nu este în nici un caz comparabilă cu celelalte valuri de extindere. Turcia nu este Europa și nu va fi niciodată Europa.” Continuând „Dar este un fapt că valorile universale care sunt aplicate în Europa, care sunt și valorile fundamentale ale creștinătății, vor pierde din vigoare odată cu intrarea unei țări islamice precum Turcia.”
Ca președinte, Van Rompuy a evitat să se opună aderării Turciei. În 23 decembrie 2010, a afirmat că „ Eforturile de reformă turcești au adus rezultate impresionante.” Spunând de asemenea că „Turcia joacă un rol mai activ ca niciodată în vecinătatea sa. Turcia este de asemenea un membru de drept al G-20, la fel ca cinci state UE și ca UE însăși. În opinia mea, încă înainte de finalul negocierilor, Uniunea Europeană trebuie să dezvolte un parteneriat apropiat cu Republica Turcă.”

### Președintele Camerei Reprezentanților
După 8 ani de opoziție, CD&V (în trecut cunoscut ca CVP) a revenit la putere. În 12 iulie 2007, Van Rompuy a fost ales drept Președinte a Camerei Reprezentanților din Belgia, după Herman De Croo.

### Prim Ministru al Belgiei
În 28 decembrie 2008, urmând criza politică din 2007-2008, Van Rompuy a fost rugat de Regele Albert al II-lea al Belgiei să formeze un nou guvern. A depus jurământul ca prim ministru al Belgiei în 30 decembrie 2008.

#### Taxe
În octombrie 2009, Bloomberg raporta că guvernul lui Herman Van Rompuy va urmări să „taxeze băncile, energia nucleară pentru a scădea deficitul”.

#### Citat referitor la redresarea financiară
„Suntem în stadiile incipiente ale unei recuperări și în acest moment, este important să nu slăbim încrederea înfloritoare și pentru a pune bazele unei reveniri durabile.” Van Rompuy a declarat într-un discurs al Parlamentului de la Bruxelles că „Cel mai important este menținerea direcției. Aceasta va oferi, de asemenea, stabilitate și sprijin.”

#### Politica privind datoria publică
La 12 octombrie, Bloomberg a raportat următoarele lucruri despre politica cu privire la datoria publică a guvernului Van Rompuy: „Belgia va scădea deficitul bugetar la 5,3% din PIB în 2011 de la aproape 5,7% atât în acest an cât și anul viitor, în conformitate cu o prezentare a secretarului de stat pentru buget Melchior Wathelet. Van Rompuy a prezentat parlamentului astăzi mai devreme, că deficitul va crește la 5,4% din PIB în acest an. Deficitul Belgiei de anul viitor fa fi foarte puțin diferit, având în vedere că deficitul la nivelul administrației regionale și municipale va crește până la 1,5% de la 0,7%, depășind eforturile guvernului federal de a scădea deficitul. Datoria publică va începe să depășească valoarea pe un an al producției naționale din 2010, potrivit previziunilor Comisiei Europene. Belgia a scăzut deficitul până 84% din PIB în 2007, înainte ca salvarea Fortis, Dexia SA, KBC Group NV și a asiguratorului Ethias Group să crească costul datoriei publice naționale și să ducă procentul datoriei publice la 89,6%, la finele anului trecut”.